# Tomáš Cibulec
Tomáš Cibulec (Havířov, 15 gennaio 1978) è un ex tennista ceco.

## Carriera
Ottenne il suo best ranking in singolare il 3 agosto 1998 con la 646ª posizione, mentre nel doppio divenne il 17 marzo 2003, il 21º del ranking ATP.
Specialista del doppio, vinse in carriera tre tornei del circuito ATP su un totale di undici finali disputate. Il primo successo avvenne nel 2000 negli Internazionali di Tennis di San Marino in coppia con il connazionale Leoš Friedl; in finale superarono l'argentino Gastón Etlis e lo statunitense Jack Waite con il risultato di 7–6(1), 7-5. Nel 2002 raggiunse in coppia con l'indiano Leander Paes la semifinale dell'Open di Francia 2002, miglior risultato di sempre ottenuto in un torneo del grande slam; furono, tuttavia, sconfitti da Mark Knowles e da Daniel Nestor in due set. Nei tornei minori vanta un bilancio complessivo di tredici vittorie in tornei del circuito ATP Challenger Series e di tre vittorie nell'ITF Men's Circuit.

## Statistiche

### Tornei ATP

#### Doppio

##### Vittorie (3)
| Legenda singolare                 |
| Grande Slam (0)                   |
| ATP World Tour Finals (0)         |
| ATP Masters Series (0)            |
| ATP International Series Gold (1) |
| ATP International Series (2)      |

| Numero | Data             | Torneo                                                      | Superficie  | Compagno     | Avversari in finale               | Punteggio     |
| 1.     | 24 luglio 2000   | Internazionali di Tennis di San Marino, Città di San Marino | Terra rossa | Leoš Friedl  | Gastón Etlis Jack Waite           | 7–6(1), 7-5   |
| 2.     | 24 febbraio 2003 | Copenaghen Open, Copenaghen                                 | Cemento (i) | Pavel Vízner | Julian Knowle Michael Kohlmann    | 7-5, 5-7, 6-2 |
| 3.     | 14 luglio 2003   | Mercedes Cup, Stoccarda                                     | Terra rossa | Pavel Vízner | Evgenij Kafel'nikov Kevin Ullyett | 3-6, 6-3, 6-4 |

##### Sconfitte in finale (8)
| Legenda singolare                 |
| Grande Slam (0)                   |
| ATP World Tour Finals (0)         |
| ATP Masters Series (0)            |
| ATP International Series Gold (0) |
| ATP International Series (8)      |

| Numero | Data             | Torneo                                              | Superficie    | Compagno     | Avversari in finale                | Punteggio        |
| 1.     | 31 dicembre 2001 | Chennai Open, Chennai                               | Cemento       | Ota Fukárek  | Mahesh Bhupathi Leander Paes       | 7-5, 2-6, 5-7    |
| 2.     | 6 gennaio 2003   | Heineken Open, Auckland                             | Cemento       | Leoš Friedl  | David Adams Robbie Koenig          | 6(5)–7, 6-3, 3-6 |
| 3.     | 27 gennaio 2003  | Milan Indoor, Milano                                | Sintetico (i) | Pavel Vízner | Petr Luxa Radek Štěpánek           | 4-6, 6(4)–7      |
| 4.     | 10 febbraio 2003 | Open 13, Marsiglia                                  | Cemento (i)   | Pavel Vízner | Sébastien Grosjean Fabrice Santoro | 1-6, 4-6         |
| 5.     | 17 maggio 2004   | Internationaler Raiffeisen Grand Prix, Sankt Pölten | Terra rossa   | Leoš Friedl  | Mariano Hood Petr Pála             | 6-3, 5-7, 4-6    |
| 6.     | 7 giugno 2004    | Halle Open, Halle                                   | Erba          | Petr Pála    | Leander Paes David Rikl            | 2-6, 5-7         |
| 7.     | 13 giugno 2005   | Ordina Open, 's-Hertogenbosch                       | Erba          | Leoš Friedl  | Cyril Suk Pavel Vízner             | 3-6, 4-6         |
| 8.     | 8 ottobre 2007   | Kremlin Cup, Mosca                                  | Cemento (i)   | Lovro Zovko  | Marat Safin Dmitrij Tursunov       | 4-6, 2-6         |

### Tornei minori

#### Doppio

##### Vittorie (16)
| Legenda tornei minori |
| Challenger (13)       |
| Futures (3)           |

| Numero | Data             | Torneo                                          | Superficie    | Compagno          | Avversari in finale                | Punteggio           |
| 1.     | 20 aprile 1998   | Demos Cup, Hohenbrunn                           | Terra rossa   | Petr Kovačka      | Jan-Ralph Brandt Thomas Messmer    | 7-5, 4-6, 6-3       |
| 2.     | 25 maggio 1998   | Schwaigern Open, Schwaigern                     | Terra rossa   | Petr Kovačka      | Tobias Hildebrand Fredrik Loven    | 3-6, 6-3, 7-6       |
| 3.     | 15 giugno 1998   | Krakow Open, Cracovia                           | Terra rossa   | Piotr Szczepanik  | Michal Chmela Michal Gawlowski     | 7-6, 7-6            |
| 4.     | 31 agosto 1998   | Alpirsbach Challenger, Alpirsbach               | Terra rossa   | Leoš Friedl       | Marcus Hilpert Filippo Veglio      | 6-1, 7-6            |
| 5.     | 19 ottobre 1998  | Bauer Cup, Eckental                             | Sintetico (i) | Raemon Sluiter    | Barry Cowan Filippo Veglio         | 7-6, 6-3            |
| 6.     | 31 gennaio 2000  | Hamburg Challenger, Amburgo                     | Sintetico (i) | Leoš Friedl       | Mark Gienke Florian Jeschonek      | 4-6, 6-3, 6-2       |
| 7.     | 3 aprile 2000    | Sardinian International Championships, Cagliari | Terra rossa   | Leoš Friedl       | Andrea Gaudenzi Diego Nargiso      | 6-1, 3-6, 7-5       |
| 8.     | 24 aprile 2000   | Maia Challenger, Maia                           | Terra rossa   | Leoš Friedl       | Petr Pála Pavel Vízner             | 6-3, 4-6, 6-4       |
| 9.     | 4 settembre 2000 | S Tennis Masters Challenger, Graz               | Terra rossa   | Leoš Friedl       | Petr Kovačka Pavel Kudrnáč         | 6-4, 4-6, 6-4       |
| 10.    | 16 agosto 2004   | IPP Trophy, Ginevra                             | Terra rossa   | David Škoch       | Werner Eschauer Herbert Wiltschnig | 6-2, 6-4            |
| 11.    | 27 marzo 2006    | Tennis Napoli Cup, Napoli                       | Terra rossa   | Łukasz Kubot      | Simone Bolelli Fabio Fognini       | 7-5, 4-6, [10-7]    |
| 12.    | 17 aprile 2006   | Bermuda Open Challenger, Paget                  | Terra verde   | Robert Lindstedt  | Alex Kuznetsov Jeff Morrison       | 6(1)–7, 6-3, [10-4] |
| 13.    | 16 aprile 2007   | Morocco Tennis Tour Marrakech, Marrakech        | Terra rossa   | Jordan Kerr       | Leoš Friedl Michal Mertiňák        | 6-2, 6-4            |
| 14.    | 7 maggio 2007    | I. ČLTK Prague Open, Praga                      | Terra rossa   | Jordan Kerr       | Leoš Friedl David Škoch            | 6-4, 6-2            |
| 15.    | 5 novembre 2007  | Slovak Open, Bratislava                         | Cemento (i)   | Jaroslav Levinský | Chris Haggard Miša Zverev          | 6-4, 2-6, [10-8]    |
| 16.    | 31 marzo 2008    | Tennis Napoli Cup, Napoli                       | Terra rossa   | Jaroslav Levinský | Frederico Gil Luis Horna           | 6-1, 6-3            |